# Płodowy zespół hydantoinowy
Płodowy zespół hydantoinowy – zespół wad wrodzonych związany z wewnątrzmaciczną ekspozycją płodu na hydantoinę (lek przeciwpadaczkowy). 
Na fenotyp zespołu składają się: wewnątrzmaciczne zahamowanie wzrostu, małogłowie, hipoplazja twarzoczaszki, cechy dysmorficzne twarzy (hiperteloryzm oczny, zez, ptoza), krótka i płetwista szyja.